# U&S
U&S（ユーアンドエス）は、光GENJIデビュー35周年の2022年8月19日に、光GENJIの元リーダー内海光司と最年少である佐藤アツヒロの2人で結成されたユニット。主にローラースケートのパフォーマンスをメインにしたアーティスト活動を行っている。

## メンバー
プロフィール出典
| 名前                             | 生年月日              | 出身地   | 血液型 | メンバーカラー | 自己紹介フレーズ                                                          |
| -------------------------------- | --------------------- | -------- | ------ | -------------- | ------------------------------------------------------------------------- |
| 内海光司 （うちうみ こうじ）     | 1968年1月11日（57歳） | 東京都   | A型    | 青             | 「いつだってどこだってなんだって スーパーアイドル光GENJI の内海光司です」 |
| 佐藤アツヒロ （さとう あつひろ） | 1973年8月30日（51歳） | 神奈川県 | A型    | 黄             | 「永遠の美少年 佐藤アツヒロです」                                         |

## 来歴

### 再会〜2人での活動がはじまる
光GENJI卒業後もジャニーズ事務所に所属したままそれぞれソロ活動を続けてきた内海光司と佐藤アツヒロ。ソロになってから2人が共演することはほとんどなかった中、2020年7月、ジャニー喜多川氏の一周忌の帰りに事務所で再会し、「2人でやったことないね」と話す。その時に撮影したツーショット写真が、2020年7月16日の内海とアツヒロのブログに掲載される。
- 2020年8月30日、アツヒロのバースデーイベント「Atsuhiro Birthday Event 2020 #havefun」に内海がサプライズで登場、お祝いに駆けつける。内海はローランドのコスプレで登場、無言でジェスチャーゲームをしアツヒロを困惑させた。イベント終了後アツヒロはイベントを見に来ていた内博貴に愚痴をこぼすも、内から「おもしろかった」といわれて驚く[3]。
- 2020年12月13・19・20日、内海・アツヒロによるイベント「KOHJI × aTsuHiRo Happy Christmas EVENT 2020〜イヴの夜からはじめよう～」が開催される。光GENJI卒業コンサート以来25年ぶりの共演となる[4][5]。
グループ内で最年少であるアツヒロは、最年長の内海と組むにあたり壁をなくすべく新しく考えたニックネーム「ウッチー」に呼び方を変えて敬語をやめた[6]。また、内海も「敦啓」と呼んでいたのを「アッくん」と呼ぶようになるなど、2人に新しい関係性が生まれる。
- 2020年12月29日、2人での活動名をアツヒロが「ウッチーとアッくん」[7]と命名。以降、ファミリークラブ動画にて、コント・トーク・対決コーナーなどの配信や、テレビ出演を行うなど、個々のソロ活動と並行して2人での活動が増えていく。
- 2021年6月9日、『有吉の壁』ご本人登場選手権のコーナーに出演。『ガラスの十代』を歌唱。ワンコーラスではあるが、グループ卒業以来2人が歌とローラースケートをテレビで披露したのは初めてとなる[8]。
- 2021年6月19日、特別番組『内海光司と佐藤アツヒロのオールナイトニッポンPremium』がニッポン放送にてオンエアされる[9]。番組の中でこれからの構想を語った際に、"スタジオの外へ飛び出して車でキャンプへ行くなど旅をしてみたい"という話題が上がっている。
- 2021年12月24・25日、前年に続いてクリスマスイベント「KOHJI × aTsuHiRo 2021 CHRISTMAS EVENT 時をこえたフェスティバル♪～過去と未来の真ん中で～」を開催。この時、いつかテレビで披露できたらいいねと『ガラスの十代』と『STAR LIGHT』を合わせた『ガラスタメドレー』を作っている。
- 2022年3月30日、2人がMCを務めるレギュラー番組『こんなところでキャンパーズ！』がスタート。内海は、"雑誌やラジオで旅番組がしたいねと話していたことが現実となり夢がかなった"とコメント[10]。
- 2022年5月21日、『霜降り明星のゴールデン☆80'S』に出演。グループ卒業後、初めて2人が歌番組で光GENJIの曲を披露。『パラダイス銀河』と前年のイベントで披露した『ガラスタメドレー』を歌う。(再放送2022年6月1日深夜）

### 『U＆S』誕生
- 2022年8月19日、光GENJIデビュー35周年を迎えた内海光司と佐藤アツヒロが、新ユニット名「U&S」を発表。特設サイトがオープン。「U&S UpdateS LOVE TOUR 2022-2023」開催が決定[11][12]。
- 2022年10月31日、イベント会場とオンラインストアにてオフィシャルグッズ販売開始（2023年1月31日までの期間限定販売）[11]。
  - U&Sアクリルスタンド
  - U&Kタンブラー［内海光司プロデュース］
  - ジャンボうちわ（miniうちわ付）［佐藤アツヒロプロデュース］
- 2022年11月1日、ジャニーズショップにて新写真（グッズオフショット）販売開始。オンラインストアは11月8日販売開始[13]。
- 2022年11月24日、YouTubeにてU&Sニューソング『UpdateS』配信。特設サイトにて歌詞が公開される[11]。

- 2022年12月25日、『霜降り明星のゴールデン☆80'S』に出演。7ヶ月前、1回目の出演時はまだユニット名がなかったため、この2回目の出演がU&Sとしてのテレビ初出演となる。『勇気100%』、『UpdateS』（作詞：河合英嗣・黒須克彦、作曲：黒須克彦）を歌唱。
- 2023年1月15日、フジテレビ系列『Love music』に出演。U&Sとして地上波の音楽番組へ初めて登場し、新曲『UpdateS』を披露。大きな反響を呼ぶ。
- 2023年3月22日、日テレ系音楽の祭典 『Premium Music 2023』にて、ジャニーズJr.のHiHi Jetsと、光GENJIの名曲『ガラスの十代』でローラースケートコラボレーションを披露。
- 2023年5月5日、NHK BSプレミアム『ザ少年倶楽部』では、ジャニーズJr.のGo!Go!kidsと、ジャニーズで歌い継がれている『勇気100％』を披露。スケートパフォーマンスを伝承している。
- 2023年6月28日、TV TOKYO MUSIC FESTIVAL『テレ東音楽祭2023夏』では、HiHi Jetsと『ガラスの十代』『STAR LIGHT』のメドレーをコラボ。続いて、『剣の舞』では当時バックダンサーを務めていた「平家派」として、番組MCの国分太一と20th Century（坂本・長野・井ノ原）の4名も参加し、剣を持ったダンスと殺陣のパフォーマンスのコラボが実現する。
- 2023年8月18日、『オールナイトニッポンGOLD』に出演。光GENJIデビュー35周年イヤーを締めくくった。また、同番組内において、U&Sの楽曲『UpdateS』の配信リリースが決定したことが告知された。
- 2023年9月20日、BS松竹東急にて放送中である『こんなところでキャンパーズ!』が、通常の放送に加えて、10月7日より毎週土曜日18時からの枠で再放送も開始することが発表された。[14]
- 2023年9月27日、U&S公式X(旧Twitter)が開設された[15]。
- 2023年10月1日、U&S公式X(旧Twitter)、及びJohnny's netにおいて、オリジナル楽曲『UpdateS』が10月5日に配信リリースすることが発表された[16]。また、配信翌日にはAmazonミュージックにおいて、過去24時間で最も売上が増加したデジタルミュージック（シングル）になるなど、好調の滑り出しを見せた[17]。
- 不定期でU&S公式Xスペースライブ配信を開催している。
- 2024年12月23・25日に、2年ぶりのクリスマスイベント「U&S Festival 〜Christmas Gift〜」を開催[18]。イベント会場にてオフィシャルグッズ販売[19]。
  - ペンライト
  - アクリルスタンド
  - ブロマイド

## ディスコグラフィ

### シングル

#### 配信限定シングル
|     | 配信日        | タイトル | 規格                   |
| --- | ------------- | -------- | ---------------------- |
| 1st | 2023年10月5日 | UpdateS  | デジタル・ダウンロード |

## 出演

### バラエティ番組
- こんなところでキャンパーズ!（BS松竹東急）※レギュラー番組(公式はU&Sではなく内海光司、佐藤アツヒロのソロ扱い)
  - Season1（#1）-祝100回記念SP（#101）（2022年3月30日 - 2024年3月20日、毎週水曜22:30〜23:00）
  - Season10（#102）-（2024年4月1日 - 毎週月曜23：00〜23:30）[20]公式サイト 公式Twitter 公式番宣YouTube
- 中山優馬×ジャニーズJr. @YUMA HOUSE（2023年4月21日・28日、BSJapanext）[21]

### 音楽番組
- 霜降り明星のゴールデン☆80'S（2022年5月21日・12月25日・2023年10月10日、BSフジ）
- 今井了介のおとめし（2023年1月5日・12日、BSJapanext）
- Love music（2023年1月15日、フジテレビ）
- 日テレ系音楽の祭典 Premium Music 2023（2023年3月22日、日本テレビ）[22]
- ザ少年倶楽部（2023年5月5日、NHK BSプレミアム）
- テレ東音楽祭2023夏（2023年6月28日、テレビ東京）[23]

### ラジオ
- 特別番組「内海光司と佐藤アツヒロのオールナイトニッポンPremium」（2021年6月19日 、ニッポン放送）
- 内海光司と佐藤アツヒロのオールナイトニッポンGOLD（2023年8月18日 、ニッポン放送）
- S.I.N NEXT GENERATION（2023年10月7日、全国JFN系27局）[24][25]
- 松岡昌宏の彩り埼先端（2023年10月8日、NACK5）[26]

## イベント

### UpdateS LOVE TOUR 2022-2023[11]

#### 〜パーティーの巻〜
| 公演日                 | 会場                             | 開演時間 | 備考      |
| ---------------------- | -------------------------------- | -------- | --------- |
| 2022年10月31日（月）   | ［東京］NEW PIER HALL            | 18:00    |           |
| 2022年12月24日（土）   | ［大阪］堂島リバーフォーラム     | 18:00    |           |
| 2022年12月25日（日）   | ［大阪］堂島リバーフォーラム     | 15:00    |           |
| 2022年12月25日（日）   | ［大阪］堂島リバーフォーラム     | 18:00    |           |
| 2023年1月8日（日）     | ［東京］恵比寿ザ・ガーデンホール | 15:00    | ※追加公演 |
| 2023年1月8日（日）     | ［東京］恵比寿ザ・ガーデンホール | 18:00    |           |
| 2023年1月9日（月・祝） | ［東京］恵比寿ザ・ガーデンホール | 15:00    |           |
| 2023年1月9日（月・祝） | ［東京］恵比寿ザ・ガーデンホール | 18:00    |           |

#### 〜トークの巻〜
| 公演日                   | 会場                             | 開演時間 | 備考                |
| ------------------------ | -------------------------------- | -------- | ------------------- |
| 2022年11月11日（金）     | ［京都］京都教育文化センター     | 17:00    |                     |
| 2022年11月12日（土）     | ［広島］ゲバントホール           | 17:00    |                     |
| 2022年11月23日（水・祝） | ［神奈川］横浜ランドマークホール | 14:00    | ※公演中止           |
| 2022年11月23日（水・祝） | ［神奈川］横浜ランドマークホール | 17:00    | ※公演中止           |
| 2023年1月13日（金）      | ［神奈川］横浜ランドマークホール | 14:00    | ※11月23日の振替公演 |
| 2023年1月13日（金）      | ［神奈川］横浜ランドマークホール | 17:00    | ※11月23日の振替公演 |
| 2023年1月21日（土）      | ［福岡］スカラエスパシオ         | 17:00    |                     |
| 2023年1月22日（日）      | ［愛知］ダイアモンドホール       | 17:00    |                     |

### U&S Festival 〜Christmas Gift〜[28]
| 公演日               | 会場                                   | 開演時間 | 備考 |
| -------------------- | -------------------------------------- | -------- | ---- |
| 2024年12月23日（月） | ［大阪］COOL JAPAN PARK OSAKA TTホール | 14:00    |      |
| 2024年12月23日（月） | ［大阪］COOL JAPAN PARK OSAKA TTホール | 18:00    |      |
| 2024年12月25日（水） | ［東京］NEW PIER HALL                  | 14:00    |      |
| 2024年12月25日（水） | ［東京］NEW PIER HALL                  | 18:00    |      |